# Sociaalliberalisme
Sociaalliberalisme, progressief liberalisme, links liberalisme, vrijzinnig links of vrijzinnig liberalisme is een substroming binnen het liberalisme die ervan uitgaat dat de overheid een taak kan hebben in de bevordering van de vrijheid van de burgers. Het sociaalliberalisme gaat in tegenstelling tot socialistisch geïnspireerd gedachtegoed uit van het individu.
Men is niet eenduidig in het aanduiden van deze stroming, zo worden de termen sociaalliberaal, vrijzinnig-democratisch, links-liberaal en liberaal-democratisch door elkaar gebruikt.

## Historisch
In de tweede helft van de 19e eeuw, ten tijde van de industrialisatie, beleefde het liberalisme zijn hoogtijdagen. Maar toen de liberalen in die periode de macht kregen, raakten zij verdeeld. Uit de oudste stroming, de klassiek-liberale, daterend uit de 17e eeuw, ontstond de conservatief-liberale stroming en een tijd later in de 19e eeuw, de sociaalliberale stroming. 
Het klassiek-liberalisme gaat enkel uit van de zogeheten 'negatieve rechten', bestaande uit individuele rechten en het natuurrecht. Dit houdt in dat de overheid individuen uit de maatschappij beschermt tegen moord, diefstal, fraude en dergelijke door medeburgers. Hiernaast bieden deze rechten waarborging tegen invloed van de overheid in het privéleven van burgers. De taken van de overheid beperken zich dus tot politie, defensie en justitie. Overheidsinterventie in de economie en inkomensherverdeling worden door de klassiek-liberalen dan ook sterk afgewezen. De ideologie gaat ervan uit dat bij een beperkte overheid een samenleving pas echt tot bloei kan komen. Het eigendomsrecht is dan ook de kern van deze vorm van liberalisme met het idee dat echte individuele vrijheid niet kan bestaan wanneer eigendomsrechten niet worden gerespecteerd.
Het progressief liberalisme gaat naast de 'negatieve rechten' ook uit van de zogeheten 'positieve rechten', waarbij de overheid actief ingrijpt in de economie en in het leven van individuen. Deze stroming gaat ervan uit dat alle individuen een bepaalde mate van inkomen, scholing en gezondheid nodig hebben om in vrijheid te kunnen leven. De klassiek-liberalen en in mindere mate de conservatief-liberalen zijn hier tegen omdat het geld wat de overheid schenkt aan burgers altijd afkomstig is van een andere burger. In de ogen van het klassiek-liberalisme is dit dan ook een contradictie, omdat de vrijheid van het ene individu wordt geschonden voor de vrijheid van een ander individu. De progressieven achten de positieve vrijheid van het individu belangrijker dan de negatieve vrijheid, doordat het een ten koste gaat van het ander. In deze rol van democratie is er dus ook een rol weggelegd voor de overheid op het gebied van inkomensherverdeling. Op dit punt verschillen de progressief liberalen maar weinig van de sociaaldemocraten. Hiernaast maakten de progressief liberalen zich ook sterk voor het kiesrecht voor de minima en vrouwen.
De stroming werd bekend onder de naam radicaal-liberalisme, ook wel het progressief liberalisme genoemd. Internationaal wordt hij onder meer vertegenwoordigd door Thomas Hill Green en Hobson. In Nederland komt deze stroming tot uiting in de Radicale Bond en haar opvolger, de Vrijzinnig-Democratische Bond (VDB). Dankzij de VDB kent Nederland sinds 1919 het vrouwenkiesrecht. Ook legt de partij de grondslag voor het stelsel van sociale zekerheid.
Ook in België ontstond op het einde van de 19de eeuw dit progressieve liberalisme. Van 1887 tot 1900 splitsten de zogenoemde 'progressistes' zich af van de traditionele liberale partij. Hun leider was Paul Janson die onder meer sociale wetgeving uitlokte, nog voor dat de socialisten die taak op zich namen. De progressief liberalen waren ook een belangrijke stem in het debat rond de Belgische overname van de Kongo-Vrijstaat. Een van de hevigste critici van het gevoerde koloniale beleid, onder leiding van Leopold II,  was Georges Lorand.

## Nederland
In Nederland verklaarde D66 zich in 1998 tot sociaalliberale partij. In de loop der tijd zijn ook andere progressief-liberalen actief geworden: in oktober 2005 werd DeZes opgericht, in augustus 2006 de Liberaal Democratische Partij (LibDem) en in 2020 Splinter. Ook Volt Nederland wordt sinds haar oprichting in 2018 gezien als een sociaalliberale partij. 
De VVD kent zowel een conservatief-liberale vleugel (met onder anderen Hans Wiegel en Frits Bolkestein) als een sociaalliberale vleugel die onder andere wordt vertegenwoordigd door Jeanine Hennis-Plasschaert en Jozias van Aartsen.
Samenwerking tussen centrumlinkse sociaaldemocraten en centrumrechtse liberalen in de vorm van een zogeheten Paars kabinet is niet ongezien in de Nederlandse geschiedenis. Vaak was dit met de progressief-liberale D66 als bindmiddel in onderhandelingen. In Duitsland gebruikt men om een dergelijk kabinet aan te duiden niet de kleur paars, maar spreekt men van "rot-gelb" (rood-geel).

## België
Tot 2009 werd het progressief liberalisme in Vlaanderen onder meer vertegenwoordigd door de Sociaal-Liberale Partij (voorheen Vlaams Progressieven, opgericht als Spirit). Spirit ontstond in 2001 na de splitsing van de Volksunie uit de toekomstgroep, het progressieve deel van de VU. Eind 2009 fuseerde de partij echter met Groen!. Tegenwoordig is het progressief liberalisme niet langer vertegenwoordigd in het federaal of het Vlaams parlement, al kan men hierbij wel opmerken dat er binnen Open Vld een groot deel ook progressief liberaal is, met vertegenwoordigers als Dirk Verhofstadt, Mathias De Clercq en Jean-Jacques De Gucht.
Ook in België ziet men de formule paars kabinet opduiken in de geschiedenis.
Op syndicaal vlak beroepen de liberale vakbonden ACLVB en VSOA zich op het sociaalliberalisme. Liberales is dan weer een onafhankelijke progressief-liberale denktank die zich hoofdzakelijk richt op de VLD.
Er bestaat ook de politieke jongerenorganisatie L², die sinds de fusie van SLP met Groen! een eigen, onafhankelijke koers vaart.

## Duitsland
In de 19e eeuw ontstonden in Duitsland verscheidene progressief-liberale partijen (Linksliberalismus). De eerste partij in moderne zin in Duitsland, de in 1861 opgerichte Deutsche Fortschrittspartei (Duitse Vooruitgangspartij), was een progressief-liberale partij. De rechtervleugel scheidde zich in 1867 onder de naam Nationalliberale Partei van de Fortschrittspartei af. In 1884 verenigden de Fortschrittspartei en de Liberale Vereinigung (een afsplitsing van de Nationalliberale Partei) zich tot de Deutsche Freisinnige Partei die met harde hand werd bestuurd door dr. Eugen Richter. Het Duitse progressief-liberalisme onderscheidde zich in die fase sterk van het progressief-liberalisme in ander landen, omdat de progressief-liberalen onder Richter scherpt gekant waren tegen iedere vorm van overheidsingrijpen in het economische en sociale leven. Hiermee stond de Deutsche Freisinnige Partei ook lijnrecht tegenover de conservatief-liberalen in eigen land die, anders dan de conservatief-liberalen elders in Europa, juist voorstander waren van overheidsingrijpen op economisch en sociaal vlak. Zo waren de behoudende nationaal-liberalen voorstander van importheffingen, het beperken van de vrijhandel en de uitbouw van sociale voorzieningen. Dit betekende niet dat de progressief-liberalen onder Richter anti-sociaal waren of zich nauwelijks zouden bekommeren om het lot van de minderbedeelden: de progressief-liberalen in Duitsland zetten zich in voor coöperaties, vakverenigingen en landhervormingen. Op staatkundig gebied onderscheidden de negentiende-eeuwse progressief-liberalen zich van de conservatief-liberalen van de NLP doordat zij voorstander waren van de invoering van algemeen kiesrecht en de democratisering van de staat. Richter en de andere progressief-liberalen onderscheiden zich positief van de conservatief- en nationaal-liberalen door hun inzet voor de emancipatie van katholieken en joden. Antisemitisme werd beslist afgewezen door de progressief-liberalen. In 1893 volgde de Freisinnige Volkspartei de Deutsche Freisinnige Partei op; van de nieuwe partij werd Richter opnieuw de onbetwiste leider.
In 1896 richtte de dominee Friedrich Naumann de Nationalsozialer Verein op. Deze partij was gematigd progressief-liberaal georiënteerd, maar ook christelijk-sociaal en nationalistisch. Anders dan de Freisinnige Volkspartei bepleitte Naumann overheidsingrijpen om de armoede te beteugelen. Hiermee hoopte Naumann arbeiders ervan te weerhouden om hun steun te verlenen aan de opkomende sociaaldemocratie. De Nationalsozialer Verein was echter maar ten dele progressief-liberaal te noemen en legde vaak meer de nadruk op het bijzonder karakter van het Duitse volk en trok ook allerlei min of meer antisemitisch gekleurde typen aan. In 1903 ging de Nationalsozialer Verein ter ziele.
Aan het begin van de 20e eeuw kwam er een kentering binnen de Freisinnige Volkspartei toen een groep jongere partijleden zich een voorstander betoonde van een bescheiden staatsingrijpen op sociaal gebied. Zolang Richter de leider was van de Volkspartei bleef men echter vasthouden aan de klassiek-liberale koers. Daar kwam evenwel verandering in toen na het overlijden van Richter in 1906 de koers van de partij werd verlegd. In 1910 fuseerden de Freisinnige Volkspartei en enkele andere liberale partijen tot de Fortschrittliche Volkspartei. Deze partij was meer geneigd om in het economisch leven in te grijpen, maar bleef toch vooral de nadruk leggen op zelfredzaamheid, coöperaties en dergelijke. Over het algemeen bleef de Fortschrittliche Volkspartei een vrijhandelspartij. 
De Fortschrittliche Volkspartei ging na de Eerste Wereldoorlog op in de Deutsche Demokratische Partei (DDP), een links-liberale partij, die tijdens de Weimarrepubliek deel uitmaakte van de meeste coalitieregeringen. Tegenstrever van de DDP was de nationaal-liberale Deutsche Volkspartei van Gustav Stresemann. De DDP fuseerde in 1930 met de rechts-nationalistische Jungdeutscher Orden tot de Deutsche Staatspartei, die na de machtsovername door Adolf Hitler in 1933 samen met de andere politieke partijen werd verboden.  
In de periode tussen de wereldoorlogen in ontwikkelden de economen Alexander Rüstow, Wilhelm Röpke, Walter Eucken, Leonhard Miksch en Ludwig Erhard een nieuwe vorm van sociaalliberalisme dat aanvankelijk bekendheid verwierf onder de naam "neo-liberalisme", maar later bekend werd als het ordoliberalisme. Deze vorm van sociaalliberalisme is primair gericht op de economie: vanuit het besef dat markten niet vanzelf ontstaan en door overheden moeten worden gecreëerd en gereguleerd, door het scheppen van rechtszekerheid, contractvrijheid en andere randvoorwaarden (sociaal) voor vrije concurrentie (liberaal). Röpke, en in zijn kielzog zijn geestverwanten, waren sterk ervan overtuigd dat een vrije markteconomie eerder verwoestend en onmenselijk is, tenzij (staats)interventie een rol van betekenis speelt. Een markteconomie die zich aan ethische spelregels houdt, zal daarentegen een zegen voor de mensheid zijn. Bij Röpke vormden richtlijnen voor het ethische handelen de traditionele deugden die het algemeen belang voor ogen hielden ("Ehrbarer Kaufmann"). Erhard en andere ordoliberalen zijn de grondleggers van de sociale markteconomie of het "Rijnland-model." Erhard, Röpke en Rüstow hebben hun economische leer beschouwd als een vorm van sociaalliberalisme.. Het sociaalliberale karakter van het ordoliberalisme is vrijwel uitsluitend gericht op de economische ordening, het voorzien van het liberale economische denken van een ethische bedding. Het hield zich niet bezig met maatschappelijke vraagstukken als emancipatie, gelijkheid e.d. vraagstukken waarin het progressief liberalisme wel in is geïnteresseerd. Het sociaalliberalisme van de ordoliberalen is ook volledig losgekoppeld van alle andere vormen van liberalisme, zoals politiek liberalisme, cultureel liberalisme e.d. Het is daarom ook niet verwonderlijk dat politiek ideologische achtergrond van de ordoliberalen heel divers is: Erhard, Röpke en Rüstow waarin liberaal(-conservatief), Miksch was een sociaaldemocraat en Alfred Müller-Armack was christendemocraat.
Na de Tweede Wereldoorlog werd besloten om één liberale partij op te richten waarin zowel vooruitstrevende als behoudende liberalen zich thuis zouden voelen. Deze partij kreeg de naam Freie Demokratische Partei (FDP), die nog altijd bestaat. Binnen deze partij vormen de progressief-liberalen een minderheid. Tijdens de jaren zestig en zeventig domineerden zij voor korte tijd de FDP en werd een links-liberaal program, de Freiburger Thesen getiteld, aangenomen. Aan het einde van de jaren zeventig kwam er alweer een einde aan de invloed van de progressief-liberalen en werd een meer traditioneel liberaal programma voor de FDP aanvaard.
In Duitsland verkiest men de term "links"-liberaal als een ideologische aanduiding. Van 1969 tot 1982 vormden de liberalen een regering met de sociaaldemocraten en werden de zogenaamde "Sozialliberale Kabinetten" genoemd. Sociaalliberaal is dus een verwijzing naar type coalitie. Dit omhelst wat men in Nederland en België paars kabinet noemt.

## Verenigd Koninkrijk
Het Britse sociaalliberalisme ontstond aan het einde van de negentiende eeuw en kreeg daar de naam New Liberalism ("Nieuw Liberalisme"). Het New Liberalism werd naast het klassieke liberalisme de voornaamste stroming binnen de Liberal Party. Het New Liberalism putte veel inspiratie uit de theorieën van intellectuelen als T.H. Green, L.T. Hobhouse en John A. Hobson. De liberale regeringen van Sir Henry Campbell-Bannerman (1905-1908), H.H. Asquith (1908-1916) en David Lloyd George (1916-1922). De Britse sociaalliberalen waren onderling sterk verdeeld in de mate van overheidsingrijpen.

## Sociaalliberale partijen
Een overzicht van sociaalliberale partijen:
- Argentinië: Radicale Burgerunie
- Australië: Australian Democrats
- België: Sociaal-Liberale Partij was de partij aan Nederlandstalige kant die zich sociaalliberaal noemde, maar ze is opgegaan in de  partij Groen, daarnaast is er aan Franstalige zijde Démocrate Fédéraliste Indépendant (DéFI, Franstalig) ,  Vista
- Canada: Liberal Party
- Colombia: Colombiaanse Liberale Partij
- Denemarken: Radikale Venstre
- Dominicaanse Republiek: Dominicaanse Bevrijdingspartij
- Frankrijk: La République en marche !, Mouvement radical, social et libéral, Mouvement démocrate
- Groenland: Demokraatit
- Filipijnen: Liberal Party
- Italië: Italia dei Valori, Republikeinse Partij van Italië
- Japan: Democratische Partij
- Kroatië: Kroatische Volkspartij-Liberaal Democraten
- Oekraïne: Blok Joelia Tymosjenko
- Nederland: D66, Volt
- Noorwegen: Venstre
- Rusland: Jabloko
- Slovenië: Zares
- Verenigd Koninkrijk: Liberal Democrats
- Verenigde Staten: (delen van de) Democratische Partij
- Zuid-Afrika: Democratische Alliantie
- Zuid-Korea: Democratische Verenigde Partij

## Opvattingen binnen het sociaalliberalisme
Het hedendaagse progressief liberalisme heeft een aantal kenmerken:
- Bescherming van burgervrijheden
- Een gemengde economie
- Sociale voorzieningen die individuele ontplooiing mogelijk maken
- Toegankelijk onderwijs en gezondheidszorg
- Aandacht voor duurzaamheid en dierenwelzijn
- Progressieve opvattingen over ethische kwesties, zoals homohuwelijk, euthanasie, abortus, prostitutie en drugsbeleid
- Constitutionele hervormingen ten bate van democratisering
- (In Europa) Voorstander van Europese integratie
- Versterking van het internationaal recht (multilateralisme) en mensenrechten

## Sociaalliberale filosofen
Belangrijke progressief-liberale filosofen zijn onder anderen Thomas Hill Green, John Stuart Mill, Isaiah Berlin, John Rawls, Richard Rorty, Karl Popper en Amartya Sen.